# Paolo Pietrangeli
Pour les articles homonymes, voir Pietrangeli.
Paolo Pietrangeli, né le 29 avril 1945 à Rome (Italie) et mort le 22 novembre 2021, est un militant, chanteur et compositeur, acteur, réalisateur et scénariste de cinéma et de télévision, présentateur de télévision et écrivain italien.
Sa chanson Contessa (it) est considérée comme un hymne des mouvements contestataires du Mai 1968 italien. Il a réalisé six films entre 1975 et 2001. Son film de 1977, Si les porcs avaient des ailes, a été présenté au 27e Festival international du film de Berlin. Son talk-show télévisé, le Maurizio Costanzo Show (it), et son émission de télé-crochet, Amici di Maria De Filippi, détiennent les records de longévité à la télévision italienne.

## Biographie
Paolo Pietrangeli est le fils du réalisateur Antonio Pietrangeli.
Il commence à travailler à partir de 1966 avec le Parti communiste italien dans le cadre de l'Istituto E. De Martino, donnant le jour à plusieurs chansons politiques et à succès, dont les plus connues sont Valle Giulia et Contessa (it). Après un premier album en 1969 et quatre disques entre 1973 et 1979, dix nouveaux opus paraissent à partir de 1989.
Au cinéma, après des petits rôles dans deux des films de son père, il est assistant réalisateur à partir de 1968. À partir de 1972, il s'occupe de films documentaires, dont le film politique Bianco e nero. Son premier film de fiction est Porci con le ali en 1977, dont il a tiré le scénario du bestseller de Lidia Ravera et Marco Lombardo Radice. À ce portrait d'un jeune militant de gauche en crise succède le film autobiographique I giorni cantati.
À la télévision, il réalise le Maurizio Costanzo Show (it) à partir de 1982. On lui doit également à partir de 1985 la sitcom Orazio (it). Comme présentateur, il incarne le personnage de fiction « Bobo » dans l'émission Drive 1984.
Au théâtre, en 1997, il propose la pièce Tabloid avec Daniele Luttazzi.
Depuis 1996, il a été à plusieurs reprises candidat à plusieurs mandats électifs, sans être élu. Il a été, depuis 2009, jusqu’à sa mort, membre du parti Gauche, écologie et liberté.

## Filmographie

### Réalisateur
- 1975 : Bianco e nero (it), documentaire
- 1977 : Si les porcs avaient des ailes (Porci con le ali)
- 1979 : I giorni cantati (it)
- 1982-2001 : Maurizio Costanzo Show (it), talk-show télévisé
- 1984 : L'addio a Enrico Berlinguer, documentaire
- 1989 : Preferisco vivere, téléfilm
- 1995 : Roma dodici novembre 1994, court-métrage documentaire
- 2000 : C'è posta per te (it), émission télévisée
- 2001 : Amici di Maria De Filippi, émission de télé-crochet
- 2001 : Genova. Per noi (it), documentaire
- 2001 : Un altro mondo è possibile, documentaire
- 2002 : La primavera del 2002 - L'Italia protesta, l'Italia si ferma, documentaire vidéo
- 2006 : Ignazio, vidéo